# أولون لويستينسيورا
أولون لويستينسيورا هو نادٍ فنلندي متعدد الرياضات ومقره في أولو. يضم النادي أقسامًا لكرة القدم والباندي والبولينج وكرة الأرض.